# أبيل سالازار
أبيل سالازار (بالبرتغالية: Abel Salazar‏) هو رسام وكاتب طبي برتغالي، ولد في 19 يوليو 1889 في غيمارايش في البرتغال، وتوفي في 29 ديسمبر 1946 في لشبونة في البرتغال.